# Dalle fogne di Chicago
Dalle fogne di Chicago (anche Clone, titolo originale The Clone) è un romanzo di fantascienza degli scrittori statunitensi Theodore Lockard Thomas e Kate Wilhelm pubblicato nel 1965, come espansione dell'omonimo racconto del 1959.
Pubblicato per la prima volta sul digest Fantastic compagno della rivista Amazing Stories da Theodore L. Thomas, accreditato come unico autore di questa versione, venne successivamente ampliato nel 1965 con la collaborazione di Kate Wilhelm, al suo primo racconto fantascientifico.
Dalle fogne di Chicago viene considerato uno dei rari libri sf ad usare i cloni in senso strettamente biologico, attraverso la descrizione di un formidabile e vorace blob sempre crescente (Grey goo), offendo una dimostrazione competente della sua capacità degli autori di far fronte ai contenuti di questo genere.
È stato candidato al Premio Nebula per il miglior romanzo nel 1966.

## Trama
Una mattina, a seguito di una fortuita combinazione di sostanze chimiche e organiche, nelle fogne di Chicago si genera autonomamente un essere vivente. Alla continua ricerca di cibo, si espanderà per tutta Chicago, assimilando, senza lasciare scampo, tutti gli esseri viventi che trova nella sua crescita. Quando il cibo non gli basterà più inizierà a divorare anche i composti organici inerti, distruggendo così tutta la città.
Solo con la scoperta che lo iodio è un veleno per questo organismo, i vigili del fuoco e l'esercito, guidati dal patologo ospedaliero Mark Kenniston, riusciranno a sconfiggerlo.

## Edizioni
Pubblicato su Urania n.436 (maggio 1966) e 708 (ottobre 1976) e in Classici Urania n.100 nel luglio 1985, è stato infine ristampato con il titolo Clone in Urania Collezione 060 nel 2008, sempre per la casa editrice Arnoldo Mondadori Editore.
La copertina dell'edizione Urania è di Karel Thole, dell'edizione Classici è di Giuseppe Festino.
- Theodore Lockard Thomas e Kate Wilhelm, The Clone, Berkley Medallion Books, 1965.
- Theodore Lockard Thomas e Kate Wilhelm, Dalle fogne di Chicago, Urania n° 436, Arnoldo Mondadori Editore, 1966.
- (EN) Theodore Lockard Thomas e Kate Wilhelm, The Clone, Mayflower, 1969,  pp.144.
- Theodore Lockard Thomas e Kate Wilhelm, Dalle fogne di Chicago, Urania n° 708, Arnoldo Mondadori Editore, 1976.
- Theodore Lockard Thomas e Kate Wilhelm, Dalle fogne di Chicago, traduzione di Beata della Frattina, Classici Urania n° 100, Arnoldo Mondadori Editore, 1985,  pp.167.
- Theodore Lockard Thomas e Kate Wilhelm, Clone, Urania Collezione n° 060, Arnoldo Mondadori Editore, 2008.